# Oriago
Oriago is een plaats (frazione) in de Italiaanse gemeente Mira (VE).